# Doença de Newcastle

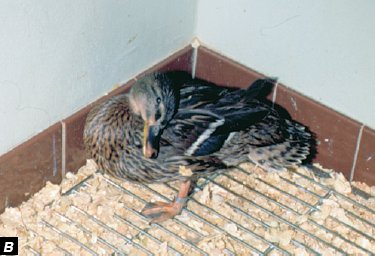
Torticolose num pato com a doença de Newcastle.

A doença de Newcastle é uma patologia altamente contagiosa que infecta aves, domésticas e selvagens. Os seus efeitos são mais notavelmente sentidos em aviários pelo seu grande potencial epidémico e por levar a grandes perdas económicas. A doença é endémica em vários países, e pode acometer Galinhas, perus e patos (os mais resistentes). O vírus tem um período de incubação que vai de dois a sete dias, e a doença se manifesta em até sete dias.

## Agente
O vírus, agente da doença, pertence à família Paramyxoviridae, gênero Avulavirus. Existem nove sorotipos diferentes desde o APMV-1 até APMV-9. A Doença de Newcastle é provocada pelo APMV-1.
Atualmente a família Paramyxoviridae está dividida em duas subfamílias: Pneumovirinae (com os gêneros Pneumovirus e Metapneumovirus) e a Paramyxovirinae com cinco gêneros: Morbilivirus (vírus do Sarampo e da Cinomose Canina); Respirovirus (vírus da Parainfluenza Humana e Bovina); Rubulavírus (vírus da Caxumba Humana); Henipavirus (Hendravirus da zoonose equina) e o gênero Avulavirus (vírus da Doença de Newcastle, mantida a designação APMV-1). 

## Sensibilidade e Resistência
É bastante sensível a luz solar e detergentes.
Pode sobreviver por muito tempo em carcaças congeladas.

## Patotipos
Hanson em 1955 classificou o vírus causador da doença de Newcastle quanto a sua letalidade em embriões de galinhas:
Amostra velogênica a qual mata o embrião entre 40 a 60 horas após inoculação;
Amostra mesogênica a qual mata o embrião entre 60 a 90 horas após inoculação;
amostra lentogênica que mata o embrião depois de 90 horas após a inoculação.
Didaticamente possui 5 classificações que são válidas para ave SPF (livre de patógenos específicos):
1. Velogênico Viscerotrópico ou Forma de Doyle: Contém as cepas que causam as maiores mortalidades e por vezes sem sintomatologia. A sintomatologia que pode apresentar será: Respiratória, apatia, diarreia esverdeada, hemorragia em todas as vísceras, principalmente intestinos
2. Velogênico Neurotrópico ou Forma de Beach: Cepas altamente patogênicas. Sintomatologia apresentada: Respiratória (espirros e corrimento nasal), nervosa (torcicolo, paralisia das pernas,...). Em aves jovens quase que 100%de mortalidade.
3. Mesogênico ou Forma de Beaudette: Tem baixa mortalidade e geralmente acomete aves jovens. Sintomatologia apresentada: Respiratória (leve), raramente nervosa. Leva a queda de postura.
4. Lentogênica, Vacinal ou Forma de Hittchner: São cepas utilizadas para fabricação de vacinas. Cepas: La Sota (IPIC=0,4) e B1 (IPIC=0,2) IPIC- índice de patogenicidade de uma cepa viral> Valores de IPIC acima de 0,7 levam a doença e abaixo de 0,6 não causam a doença. É melhor quando se quer uma reação rápida.
5. Entérica Assintomática: Cepas com foco de replicação o Intestino e vem sendo utilizadas também para a vacinação.

## Transmissão
É do tipo direta (ave-ave) e as vias de eliminação podem ser fezes, aerossóis,...
O Homem também pode contribuir para a dispersão do vírus.

## Sinais clínicos
Conjuntivite
É um sinal bastante importante e sempre se apresentará.
Respiratório
Apresenta secreção, dificuldade de respirar (bico aberto).
Digestivos
Fezes esverdeadas do início ao fim da doença.
Nervosos
Paralisia, torcicolo, dificuldade de ficar em pé.
O pinto irá perder a noção de local, espaço (Ex.:olhar para o teto)

## Diagnóstico
É importante lembrar que por ser uma doença de extrema importância para a economia, deve ter seu diagnóstico definitivo realizado por Médico Veterinário Oficial.
O Médico Veterinário da Granja através dos Sinais Clínicos e lesões encontradas poderá sugerir a doença e quando sugerir deverá encaminhar imediatamente para o Médico Veterinário oficial que irá recolher material e mandar e informar imediatamente o encaminhamento das amostras para o Laboratório Oficial (LANAGRO-SP).

## Diagnóstico Diferencial (DD)
Por ter diversas sintomatologias poderá ser confundida com diversas enfermidades, porém deve-se lembrar que a Doença de Newcastle gera alta mortalidade e sendo assim poderemos eliminar diversas das doenças do DD.
As Enfermidades que poderão ser suspeitas são:
Bronquite Infecciosa, Pneumovirose, Laringotraqueíte, Influenza Aviária, Encefalomielite, Doença de Marek (apenas pela paralisia), DCR, Coriza Aviária, Cólera.

## Tratamento
Não há tratamento.

## Vacinação
Pode ser através de vacina viva ou inativada e deve seguir Programa de Vacinação.

## Prevenção e Controle
Vigilância ativa para influenza aviária e doença de Newcastle, realizada em aves migratórias, plantéis avícolas comerciais e de subsistência.
Através de medidas sanitárias pode-se evitar a introdução do vírus no plantel.
O controle é realizado pela imposição da restrição de pessoas, aves e seus produtos por Médico Veterinário Oficial na propriedade, que também estabelece por ato oficial, Zona de Proteção com raio mínimo de 3Km e Zona de Vigilância com raio mínimo de 10 Km do foco de incidência.
Em caso de confirmação de DNC, segundo Regulamento do Serviço de Defesa Sanitária Animal, aprovado pelo Decreto nº 24.548, de 3 de julho de 1934 e a Lei nº 569 de 21 de dezembro de 1948, deverá ser realizado o sacrifício de aves e a indenização dos proprietários, quando for o caso.